# Organy Wurlitzera

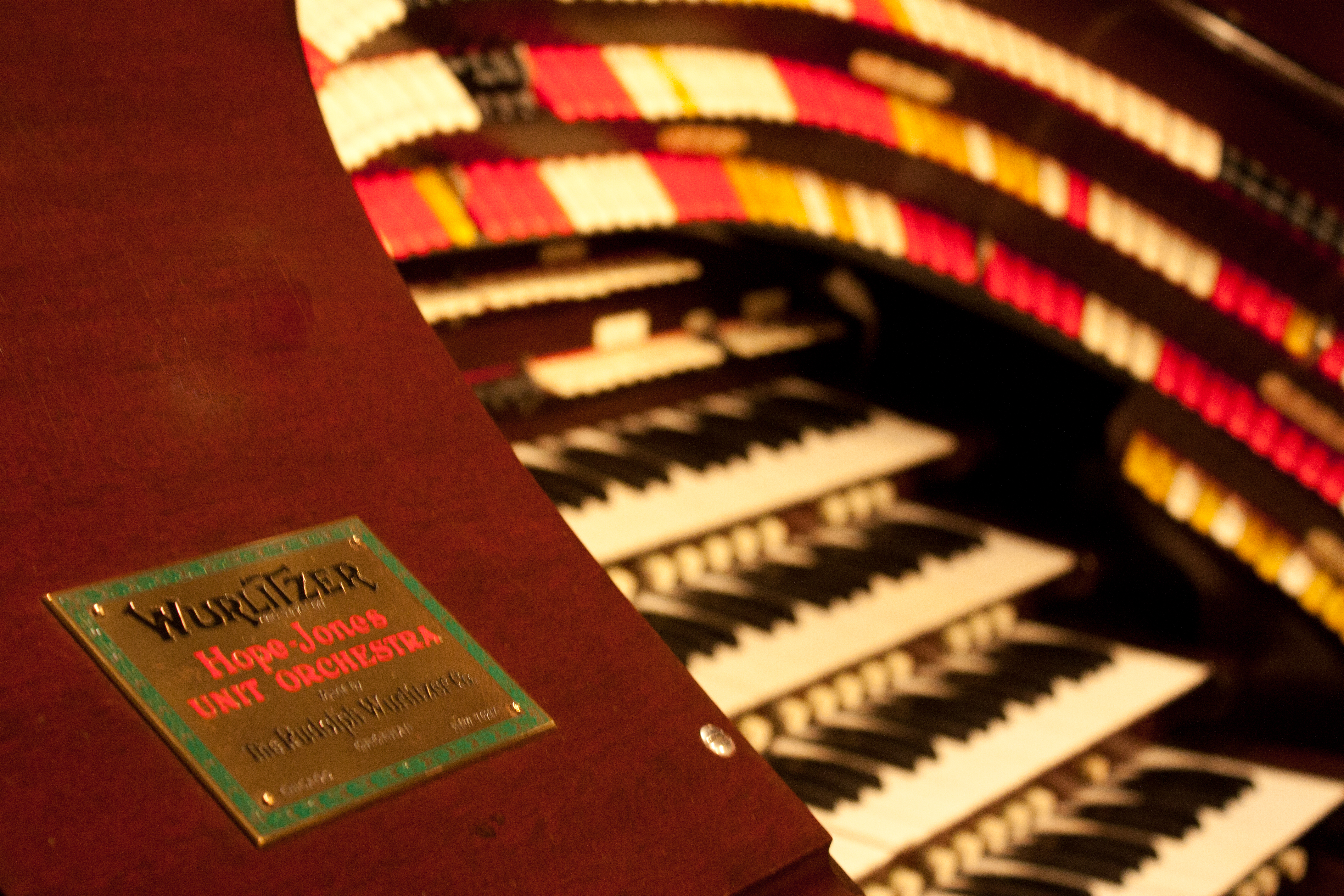
Organy Wurlitzera miały charakterystyczną tabliczkę z numerem seryjnym oraz logiem producenta na górze stołu do gry

Organy Wurlitzera – piszczałkowe organy kinowe produkcji Rudolph Wurlitzer Company w latach 1911-1943. Wurlitzer przyczynił się do popularyzacji tego instrumentu. W 1911 Rudolph Wurlitzer zatrudnił Roberta Hope-Jonesa który udoskonalił trakturę elektryczną oraz stworzył organy z barwą głosów przystosowaną do gry muzyki rozrywkowej. Organy Wurlitzera były też nazywane "Robert-Hopes Jones Unit Orchestra" ponieważ imitowały one całą orkiestrę.
W Polsce znajduje się jeden egzemplarz. Aktualnie organy są w stanie ponownego doprowadzania do użyteczności – podczas II wojny światowej organy znajdujące się w kinie Roma zostały zdewastowane i rozproszone w wiele miejsc. Działalność Andrzeja i Marii Szypowskich doprowadziła do odnalezienia wszystkich fragmentów instrumentu, dzięki czemu stoi on teraz w warszawskim muzeum techniki – renowacja instrumentu jest w toku.
Największe organy Wurlitzera znajdują się obecnie w Radio City Music Hall (New York, USA). Instrument powstał w 1932 roku posiada 58 głosów (4178 piszczałek) oraz cztery manuały.

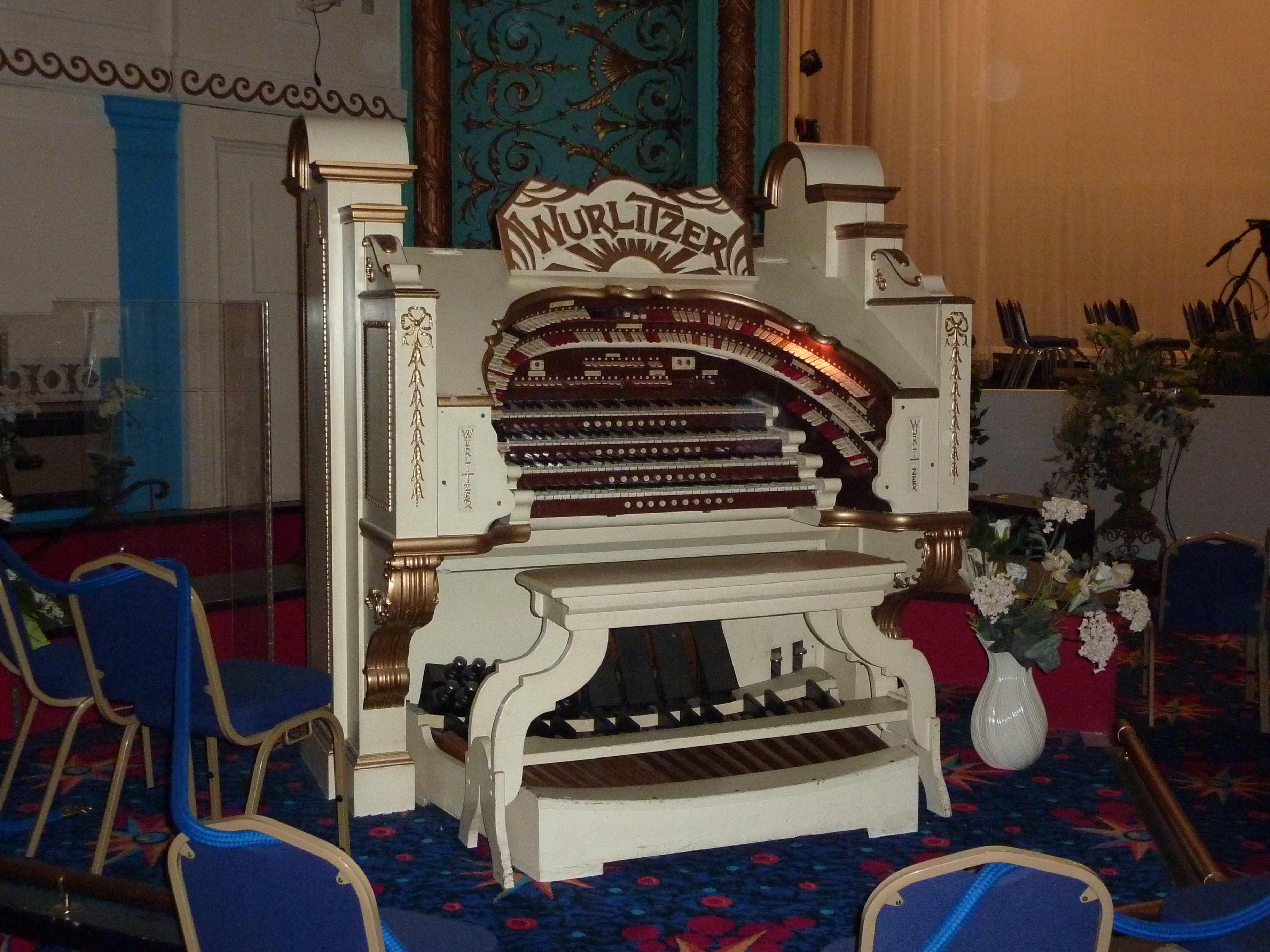
Wurlitzer 4/16 w kinie Gaumont State (Londyn, Anglia)